# 扇子

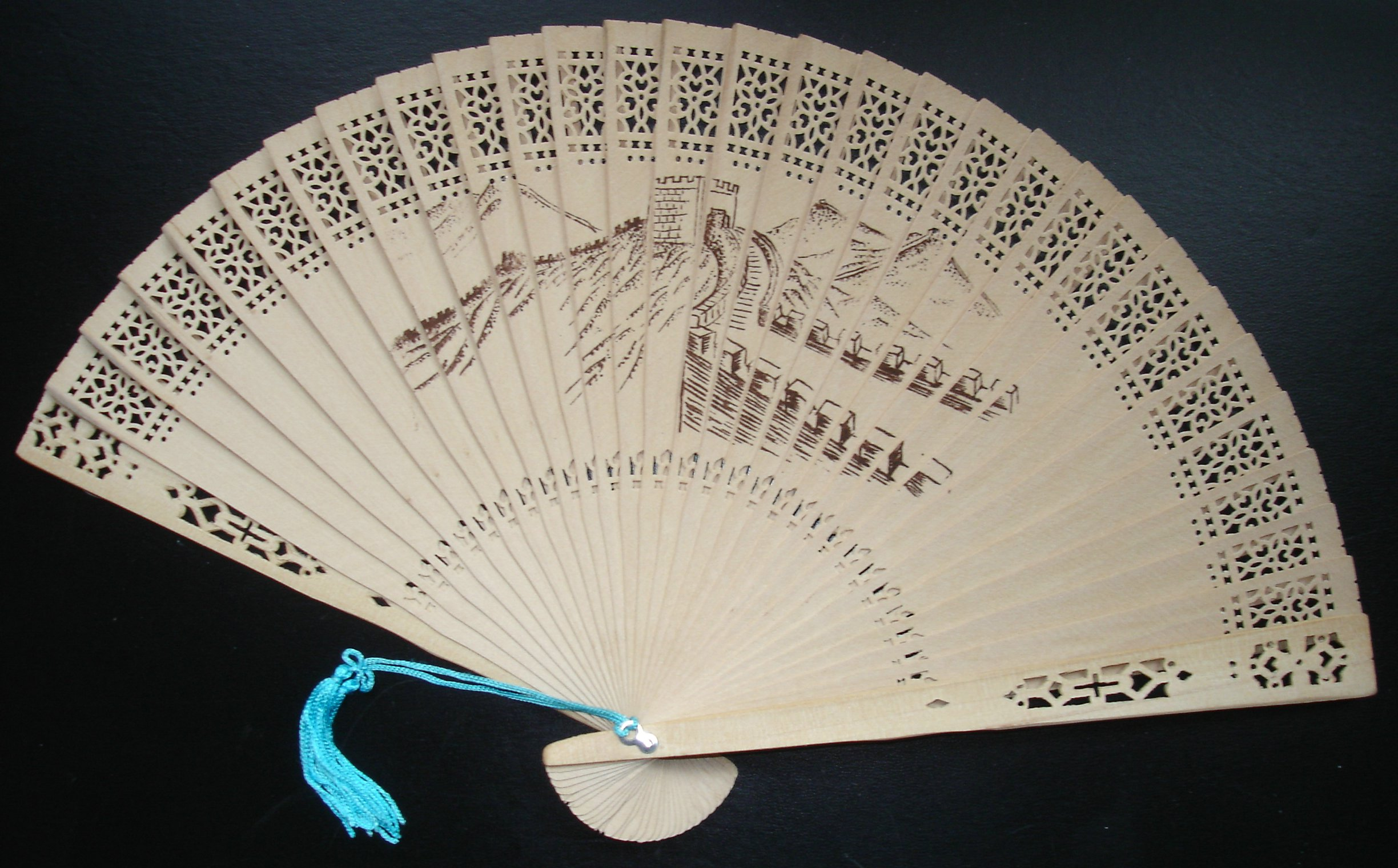
繪有萬里長城圖樣的摺扇

扇或扇子是一类可以波动空氣产生气流的工具，特征是有一个表面积较大可以推动空气的末端部分，通常用来制造强制对流传热加速某物体表面（如皮肤）的热量散发来达到风冷的效果，也可用来为火焰提供新鲜空气以便助燃。“扇子”一词通常指由人手持挥动的种类，所以又稱之為手扇或撥扇。在現代，制冷工作多為電風扇或冷氣機所取代，手扇虽渐渐衰落但仍在日常生活中使用。
常見的扇子款式是摺扇，又名聚頭扇、摺疊扇、撒扇，可以摺疊，方便攜帶，製造技術比較繁複；还有一种是團扇、還有便面扇是一種流行在魏晉南北朝時期的一種扇子，可供直接扇风，不能折叠。

## 歷史

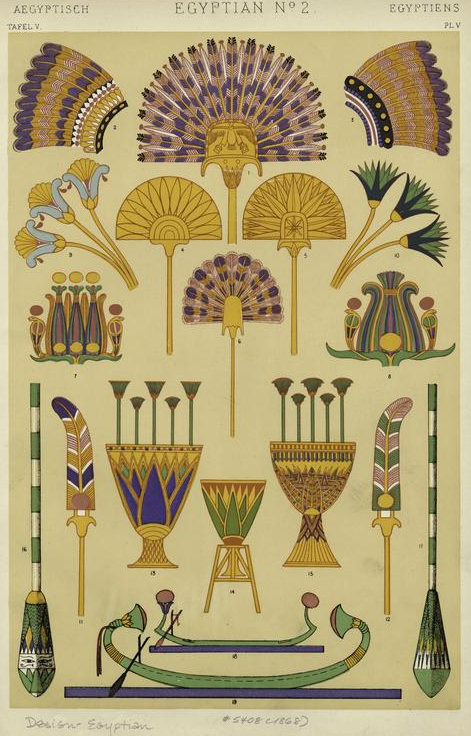
古埃及人所用的扇子

### 東亞

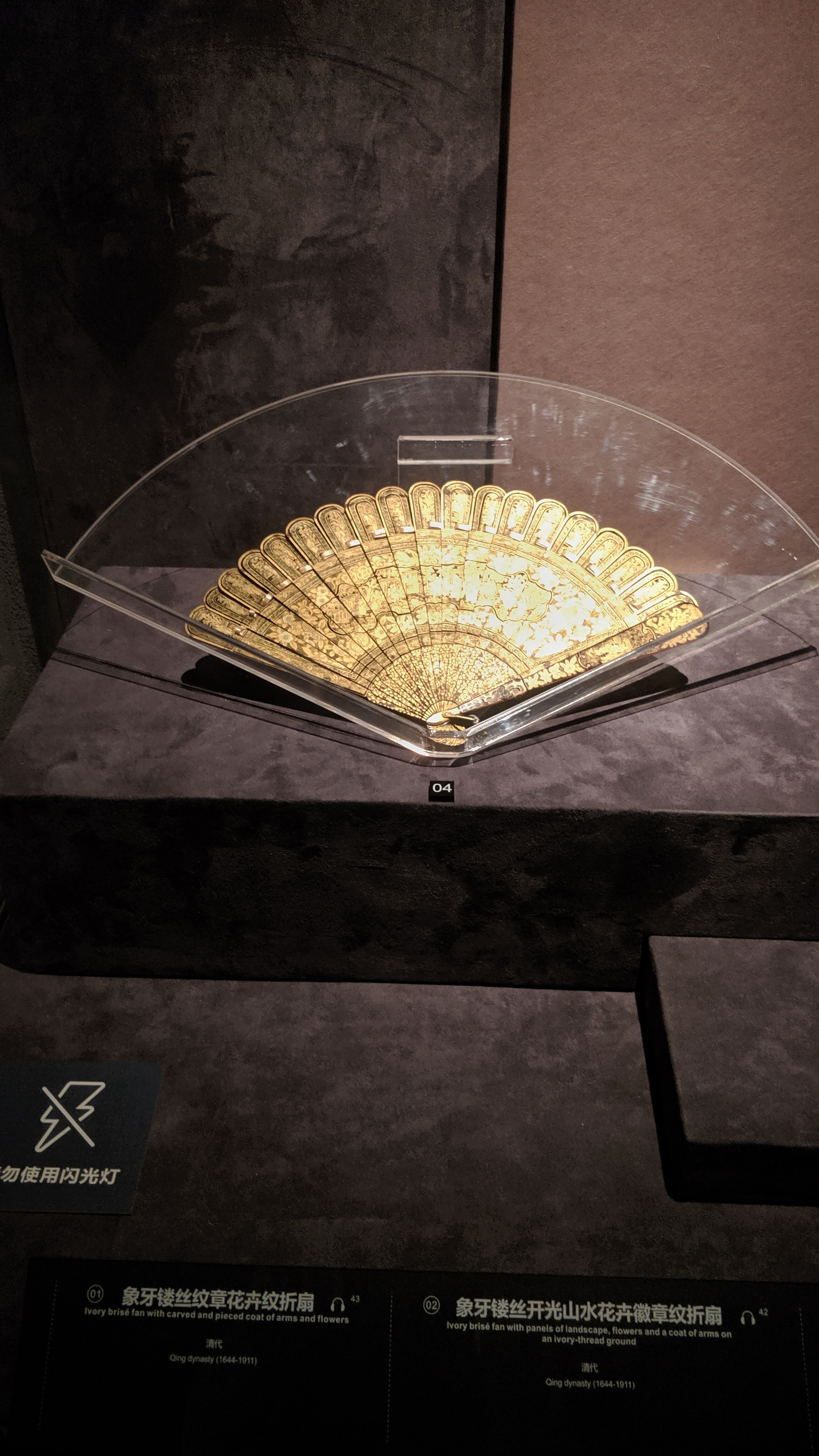
广州博物馆馆藏清代折扇

晉代崔豹《舆服一》記載了「五明扇(团扇)，舜所作。也既受尧禅，广开视听，求贤人以自辅，故作五明扇焉。秦、汉公卿、士大夫，皆得用之。魏、晋非乘舆不得用」及「雉尾扇，起于殷世。武丁高宗时有雊雉之祥，服章多用翟羽。周制以为王后夫人之车服。舆车有翣，即绢雉羽为扇翌，以障翳风尘也。汉朝乘与服之，后以赐梁孝王。魏晋以来无常，惟诸王皆得用之。」。這些扇都很大，用來「障風蔽日」，作儀仗用途，是地位的象徵，而非使人涼快。到汉代，扇子开始作扇风之用。在《春秋繁露》中有记载「以龙致雨，以扇逐暑」。
陸機的《羽扇賦》記載了：楚襄王的大夫宋玉、唐勒侍用白鶴羽毛作為扇子，被諸侯取笑。後來宋玉解釋了一番，令諸侯十分佩服。
現時最早有關扇子的文物是戰國金銀錯銅壺，上面有奴隸執長柄扇的圖案。實物則是湖北江陵天星觀楚墓出土的木柄羽扇殘件、湖南長沙馬王堆出土的西漢篾絲編木制長柄扇(团扇）。
中國宋代前只用團扇。關於摺扇的起源，有人認為是日本於平安時代的發明。据日本古早史书《西宫记》记载，在平安時代初期每逢夏季，宫廷贵族会赐予侍臣纸质折扇，因此折扇成为侍臣列席宫廷活动时常携物品之一。后贵族女性也受影响而用折扇作装饰，以添加女性魅力。 
也有人提出中國於南齐时已有摺扇，引《南齐书·刘祥传》載：「司徒褚渊入朝，以腰扇障日。」，而元朝人胡三省《資治通鉴》注云：「腰扇即摺叠扇。」但在唐宋時期並沒有這種說法，在《両山墨談》（嘉靖18年〈1539年〉跋）中也提到「宋元以前、中国未有摺扇之製」，而且沒有任何畫像、實物和具體文字描述證明「腰扇」即「摺扇」。 
至于源自日本一說，何時傳入中國亦有不同見解，一說是於唐朝時已有摺扇，明方以智《物理小識》卷八《器用·宮扇》：「折疊扇貢於東夷，永樂間盛行。……智按：孫面《韻》注：『搊（音同抽）扇。』則唐人已有矣。然此說遭到清朝趙翼的駁斥，在其《陔余叢考》里明確闡述了腰扇非折疊扇，從日本傳入中國當在宋朝。一說是北宋時傳入中國，除日本製造之外，亦有高麗製造輸入中國的，當時又稱「倭扇」。另一說是明朝永樂年間，摺扇才由朝鮮傳入中國。由於北宋時已有關於摺扇的記載，因此摺扇傳入中國應該不會晚於北宋，現時學術界亦多取於北宋時傳入一說。
另外，「翣」、「箑」是扇子的古稱。《淮南子·卷二·淑真》：「冬日之不用翣者，非簡之也，清有餘於適也。」《淮南子·卷七·精神》：「知冬日之箑、夏日之裘，無用於己，則萬物之變為塵埃矣。」
此外，扇子舊時也有被行走江湖的武人當成奇門兵器使用，太極螳螂門趙竹溪就傳下一套名為「奪命扇」的傳統套路，著著險招，跟現代類似扇舞的新派套路風格迥異。
端午節傳統上有送扇、持扇的習俗，稱為端午扇。

### 西歐

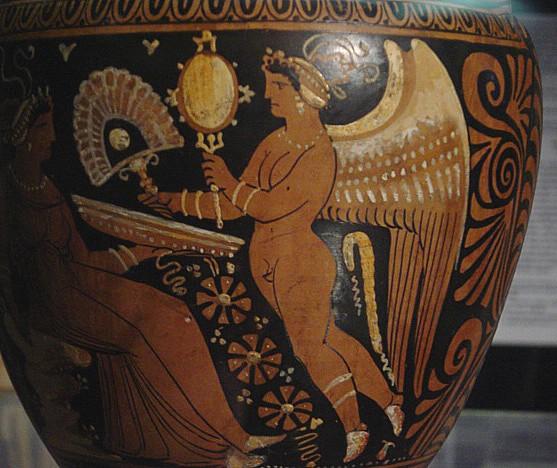
古希臘的雙耳瓶上繪有厄洛斯將扇子和鏡子獻給一名女性。

根據考古遺跡和文字紀錄，古希臘在西元前四世記就有扇子。在六世記的基督教儀式中，曾使用聖扇驅趕靠近麵包和葡萄酒的蚊蟲，此傳統如今只留在東正教和衣索比亞正教。扇子在中世記歐洲消失，直到13、14世紀，十字軍將扇子重新傳入歐洲。扇子對中世紀的女性而言相當重要，為了吸引男性的注意，女性會故意把扇子弄掉，這樣的舉動也比掉手帕來的自然。

#### 東亞折扇傳入
到了15世紀，葡萄牙商人由中國買入折扇，经由丝绸之路贸易线，到16世紀時海外開始流行摺扇。17、18世紀，扇子的製作技術成熟，折扇风行欧洲，成为欧洲贵族女性的时尚配饰。其中在入17世紀時期，英國安妮女王主導下，推動近200名倫敦的工匠成立折扇同业公会，并推出三种不同款式的折扇。到喬治亞時期，摺扇流行風潮達到巔峰，在歐洲宮廷當中的各種慶典禮賓場合，成為必備的飾品或紀念品。而法國在18世紀還大量進口中國大陸所產的竹扇骨，使巴黎成為歐洲制扇手工藝的中心，受洛可可文化的影響，製作摺扇扇面的繪畫，多描繪了理想中田園詩歌、浪漫主義的場景。

## 材料、結構、形狀

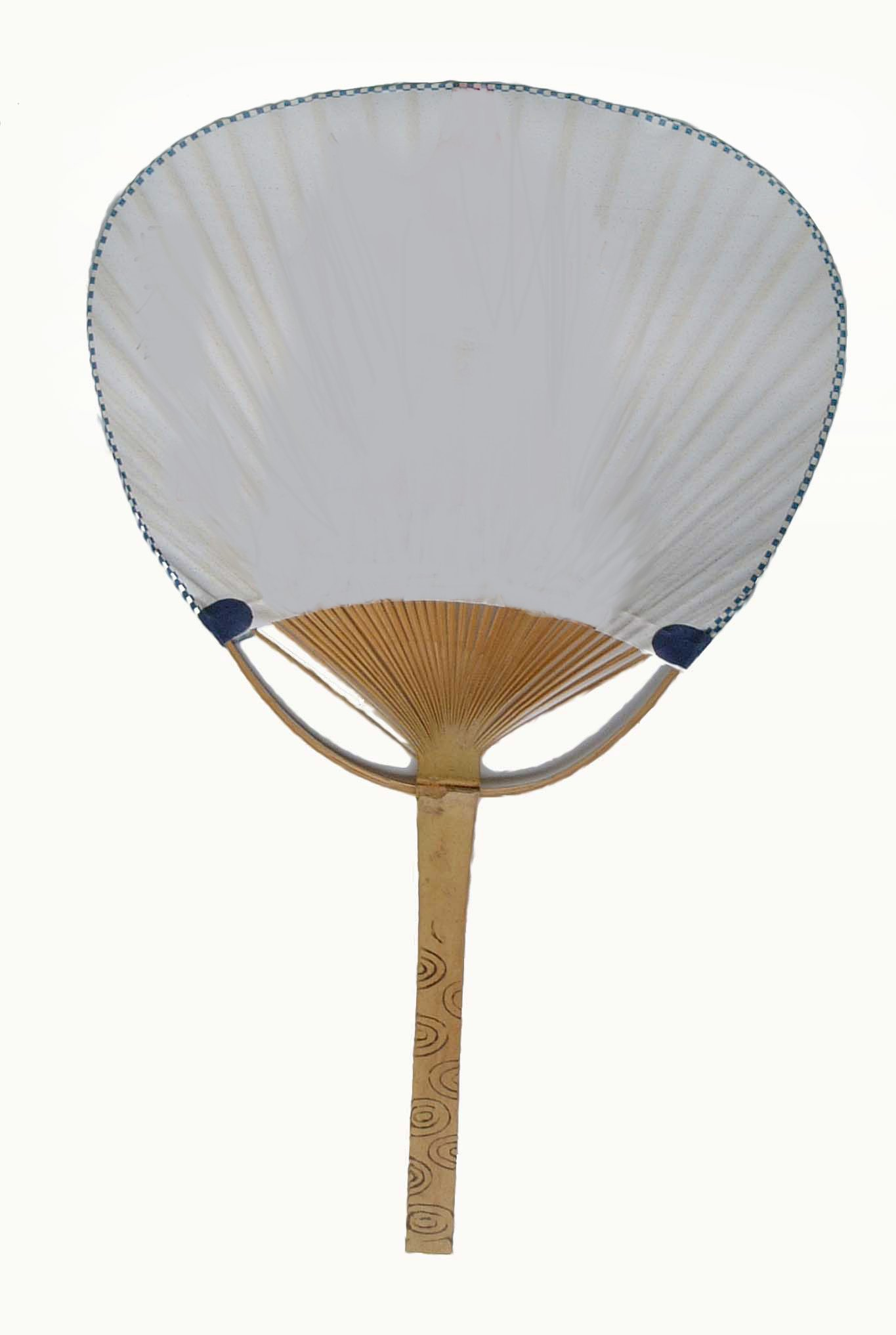
團扇

常見的製扇材料包括竹、烏木、檀香、象牙、玳瑁、絹、紙、金箔、羽毛、金屬（作骨架、扇骨）等。
葵扇、篾絲扇、麥秸扇等都是編織而成的。羽扇常用於舞蹈和古代儀仗。鐵扇可作武器。團扇指圓形或花形、有柄的扇子。
依材料分類：葵扇、絹扇、紙扇、竹扇、羽毛扇、絲綢扇、木雕扇、玉雕扇、香木扇、牙雕扇、塑膠扇等。
依形狀分類：方形、圓形、海棠形、葵花形、梅花形等。
扇的結構有：
- 面：沒有繪畫任何圖案者稱為素面。面是題字、繪畫、裝飾的地方。
- 柄：只屬非折扇。
- 繩：和扇柄或頭相連，連扇墜
- 墜：多數為玉。
- 骨：須經過打磨、燙、漆、雕刻等過程。

扇頭、扇釘只屬於折扇。扇釘有釘軸、螺蓋，穿起扇骨。

## 用途
扇子除了實用上用作搧風外，還有其他用途。

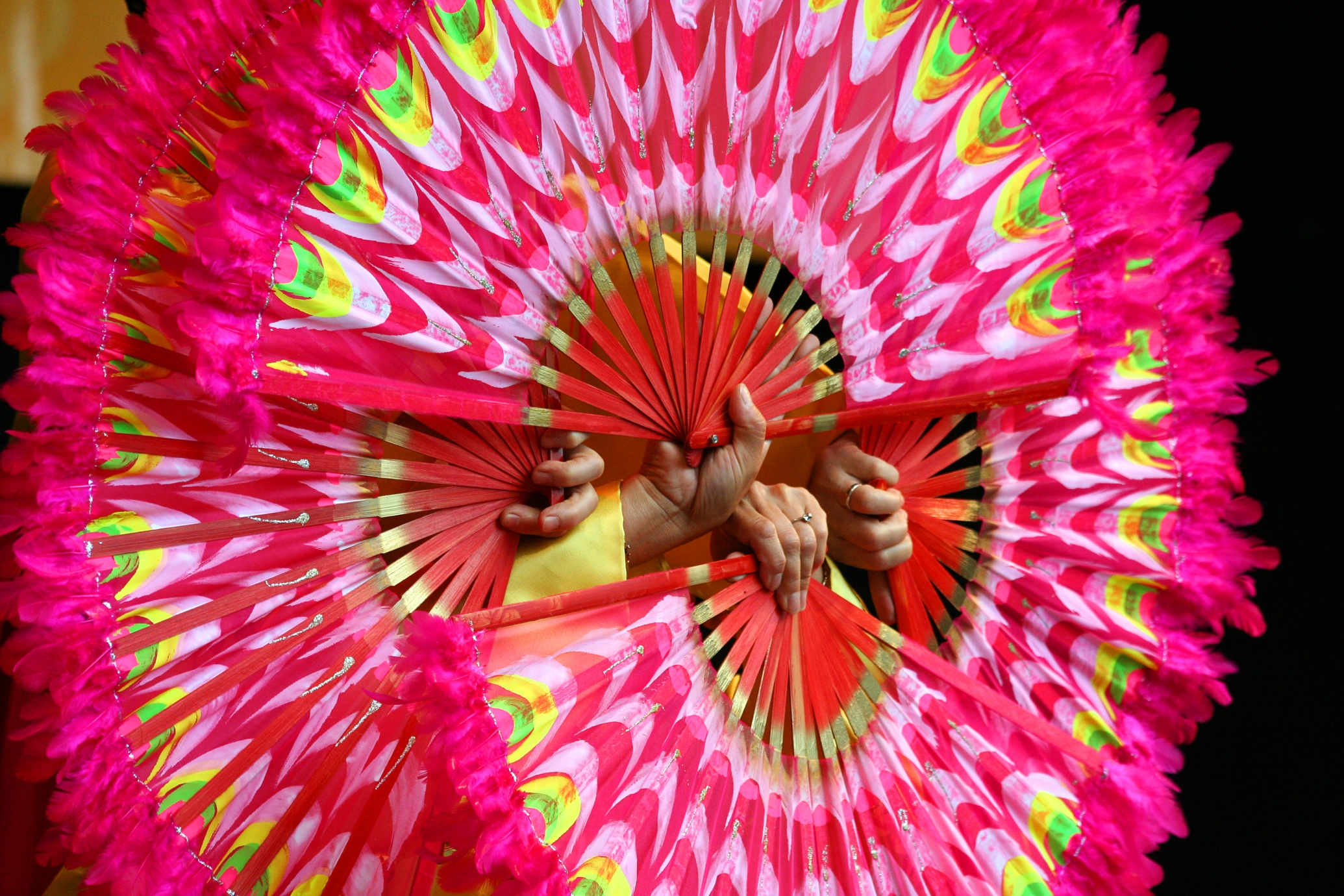
扇子舞

不少表演藝術皆有以扇子為道具，如舞蹈用的舞扇，傳統戲劇、曲藝如戲曲、歌舞伎、相聲、评书等，也會藉由扇子來表達動作（看書、騎馬、寫字、臺詞小抄……等）、製造气氛，幫助表達人物的情感。
扇子本身也是一種工藝品，也是書法、繪畫等美術的載體。文人喜歡在扇上題字，稱為「題扇」。紹興有題扇橋，傳說王羲之曾在橋上為一老婦題扇（《晉書·王羲之傳》）。在扇上繪畫稱為扇畫，除了直接繪畫扇面之外，亦可用烙畫、版畫、刺繡、黏貼等方式製作扇畫。扇子也可以用作室內裝飾品，掛於牆上或作為擺設。
扇子也是一些儀式用具。婚禮用的扇子稱為婚扇。唐代兩班婚禮上，新娘用扇子遮掩面部，用法近似蓋頭，拜堂後新娘才放下扇子 （页面存档备份，存于），稱為卻扇，有些是合巹前由新郎誦詩至滿意才放下。而在閩南和台灣婚禮中，新娘有在將出門時丟下扇子的習俗 （页面存档备份，存于）。在廣東順德一些地區，新娘在見舅姑禮要手持紅色羽扇。在日本，祝儀扇用於冠婚喪祭等等凡禮儀場合，其特徵是扇面為純色，表現莊重嚴肅。也有人在切腹儀式期間用扇子代替武士刀在腹部之上象徵性地比劃一下，稱為扇腹，隨即被介錯人斬首。

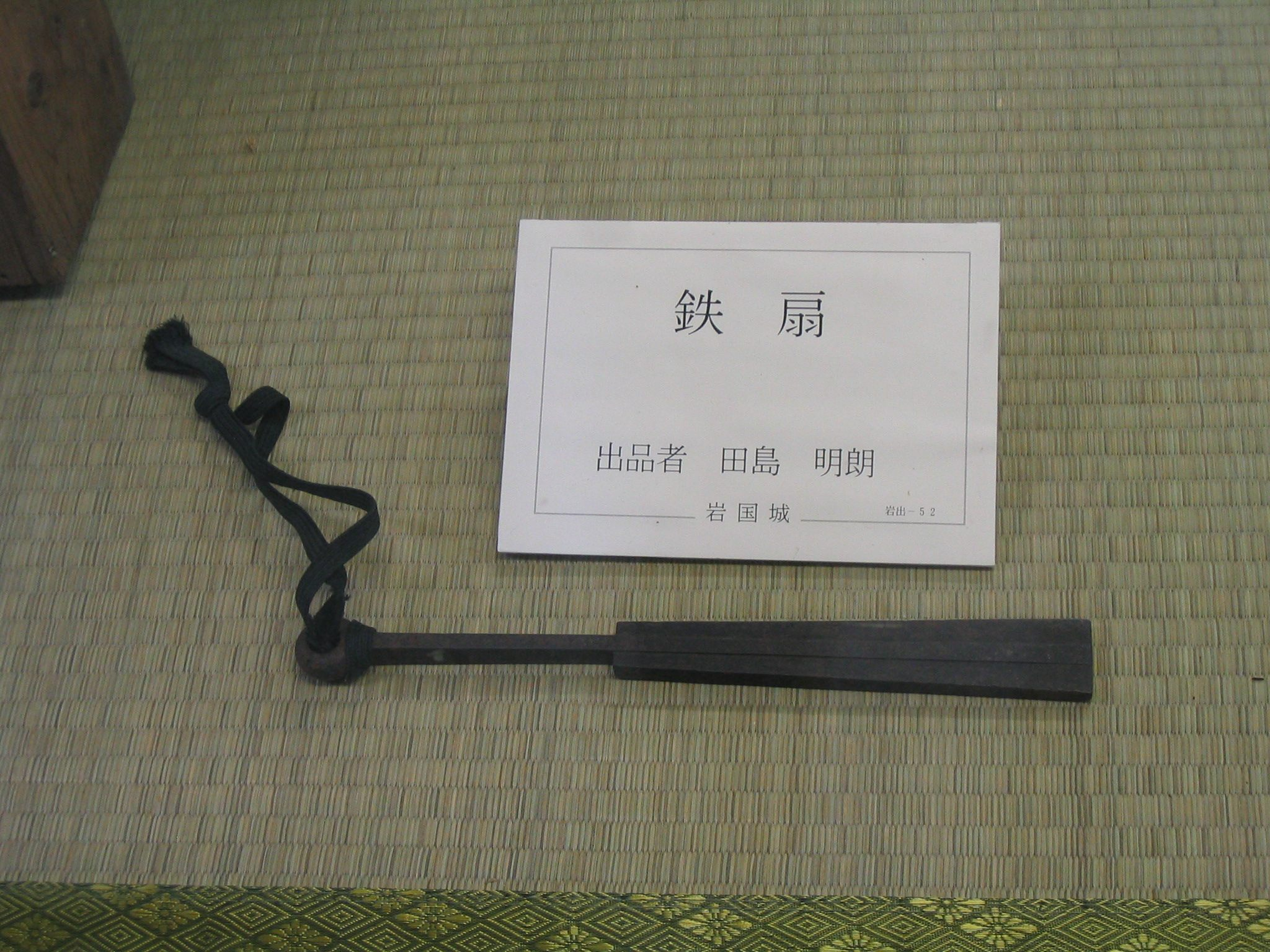
日本的軍用鐵扇

中國武術中亦有以扇作為兵器的，例子有陳式太極扇、莫家拳等，以扇為武器是不易掌握的一門學問。軍事上，武將在陣中指揮﹑發施號令時所使用的扇稱為軍扇。
在歐洲一些地區，自十九世紀起，上流社會女性在社交場合會以扇子作為表達自己情緒的工具，這種用扇子表情達意的社交密碼稱為扇語。
扇子也常作為宣傳和指引的媒介，如在扇面印上廣告，绘上地图則可作旅行指引。
中国胶州扇，用于秧歌舞蹈里面的扇子道具。有长有短，色彩经常是渐变色的，材质丝滑。现在也在各种不同的中国古风类型的舞蹈经常用到。

## 虛構作品中的扇子
- 《西遊記》中，鐵扇公主的扇子叫芭蕉扇，可煽熄烈火。
- 在古龍小說《楚留香》中，楚氏所用的武器就是扇子。
- 《三國演義》中，諸葛亮、周瑜的形象是「羽扇綸巾」，一副名士的形象。
- 《射鵰英雄傳》中，朱聰和歐陽克所用的武器都是扇子。
- 《神鵰俠侶》中，霍都前期所用的武器是紙扇，後期所用的則是一把鐵扇
- 《三生三世十里桃花》中，白淺的扇子叫玉清昆侖扇，是昆侖山的法器。

## 延伸阅读
[在维基数据编辑]
 《欽定古今圖書集成·經濟彙編·考工典·扇部》，出自陈梦雷《古今圖書集成》

## 外部連結
- 石守謙：〈山水隨身：十世紀日本摺扇的傳入中國與山水畫扇在十五至十七世紀的流行 （页面存档备份，存于）〉。
- 中國扇藝｜藝術百科｜中國藝術品網 （页面存档备份，存于）
- 「中國傳統扇子郵票及小全張」（澳門） （页面存档备份，存于）
- 桂林圖書館收藏的部分美術和書法扇面作品